# Joe Maca
Joseph Maca (né le 28 septembre 1920 à Bruxelles en Belgique et mort le 13 juillet 1982 à Massapequa dans l'État de New York) était un joueur de football de nationalité belge naturalisé américain.

## Biographie
Avant la Seconde Guerre mondiale, Maca joue en D3 belge dans l'équipe du Royal Cercle Sportif La Forestoise à Bruxelles. Durant la guerre, il sert pendant 12 mois dans l'armée belge où il joue dans l'équipe de l'armée. Il reçoit également une médaille pour son rôle dans la Résistance.
Après la guerre, il part vivre aux États-Unis et rejoint l'équipe des Brooklyn Hispano de l'American Soccer League. Il est sélectionné dans une équipe All-Star de l'ASL en 1949 et 1950. 

### International
Ses trois matchs pour l'équipe américaine sont pendant la coupe du monde 1950 au Brésil, où il inscrit un but contre le Chili sur un penalty.
Il est joueur titulaire de l'équipe des USA, lors de la victoire historique obtenue contre l'équipe d'Angleterre (1-0), lors de cette Coupe du Monde 1950, jouée au Brésil. 
Il n'est à l'époque pas citoyen américain, bien qu'il ait l'intention d'acquérir la nationalité, mais peut jouer pour la sélection selon les règles de la fédération américaine à l'époque. Il n'obtiendra la nationalité que bien plus tard.
Après la coupe du monde, il retourne en Belgique pour jouer au Royal White Star Athletic Club en 1950-1951 avant de repartir pour les États-Unis.

### Hommage
Il a été intronisé, en 1976, aux États-Unis au National Soccer Hall of Fame, avec les autres membres de l'équipe de la Coupe du Monde de 1950.
En 2005 un film réalisé par David Anspaugh, Le Match de leur vie (The Game of Their Lives) retrace l'aventure de ce match historique. Joe Maca y est joué par l'acteur Richard Jenik.